# دونالد غرانت (سياسي)
دونالد غرانت (بالإنجليزية: Donald Grant)‏ هو نقابي وسياسي أسترالي، ولد في 26 فبراير 1888 في إنفرنيس في المملكة المتحدة، وتوفي في 11 يونيو 1970 في أستراليا. حزبياً، نشط في حزب العمال الأسترالي. وقد انتخب عضو مجلس الشيوخ الأسترالي ‏ عن دائرة نيوساوث ويلز ‏ (1 يوليو 1944 – 30 يونيو 1959).